# 청송 송강리 습곡구조

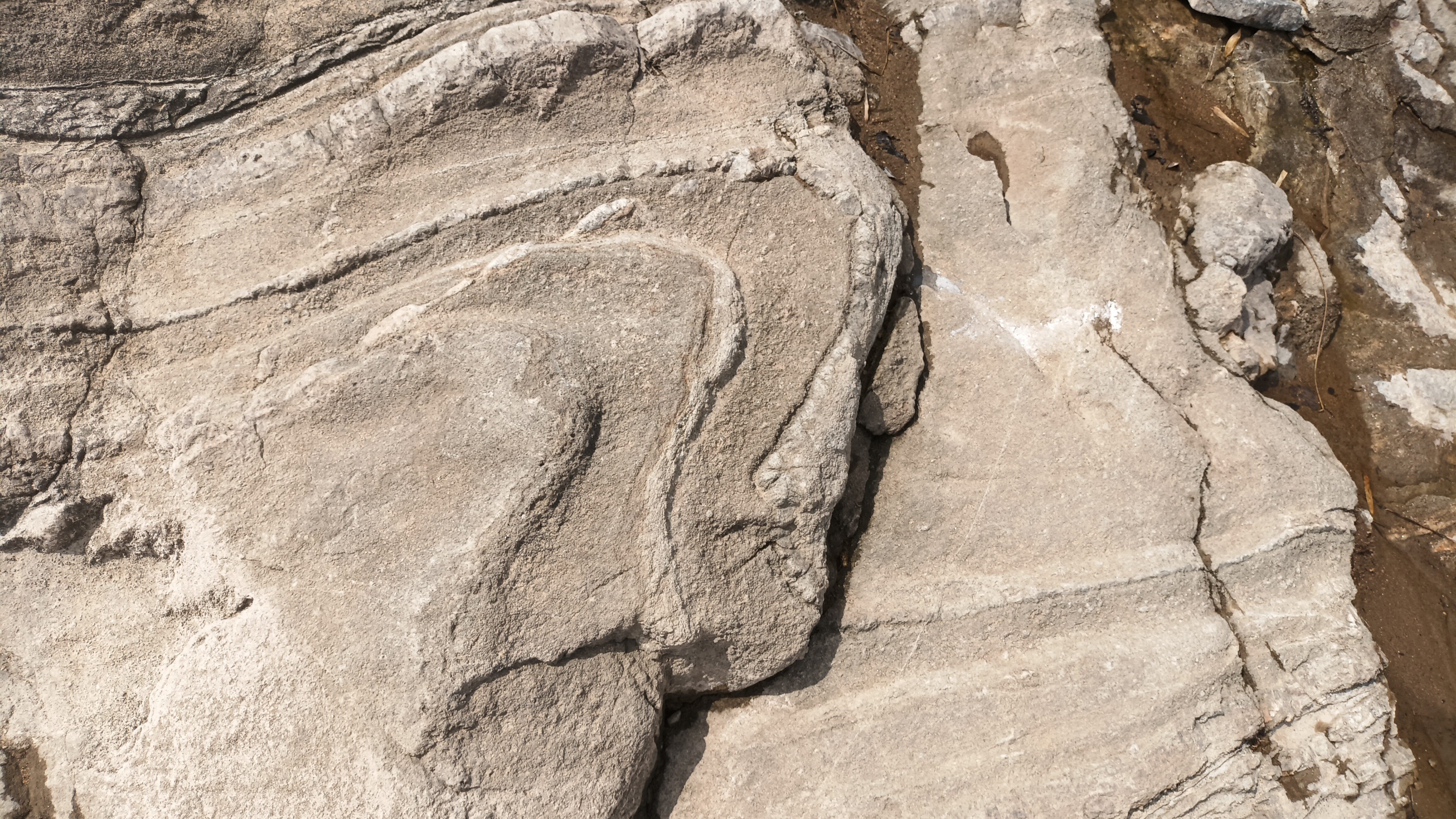

청송 송강리 습곡구조(靑松 松江里 褶曲構造, Cheongsong Songgang-ri Fold Structure)는 청송군 파천면 송강리 지역에 드러난 습곡 구조이며 청송 유네스코 세계지질공원의 지질유산이다. 송강리 습곡구조는 선캄브리아기에 형성된 것으로 추정되며 청송 유네스코 세계지질공원의 지질명소 중 가장 나이가 많은 암석이다. 

## 지질
석회규산염암 또는 결정질 석회암은 파천면 병부리, 덕천리, 중평리, 송강리 일부 지역에 분포하며 청송 화강암에 관입당해 일부 포획되어 있다. 이 지층은 주로 석회규산염암으로 구성되고 결정질 석회암과 소량의 운모편암 또는 각섬석 편마암을 협재한다. 청송 화강암과의 접촉부에서는 스카른 광물의 증가로 녹색과 백색이 교호하는 호상구조를 보이기도 한다. 지층의 주향은 덕천리에서 북동 45~북서 78°으로 불규칙하며 경사는 수직 내지 70°로 고각 경사하고 지층이 심하게 교란되어 전체 두께는 알 수 없다.
청송군 파천면 송강리 지역은 시대미상의 변성암류(호상편마암, 화강암질편마암, 석회규산염암류)와 이를 관입한 시대 미상의 화강편마암으로 구성된다. 습곡이 있는 곳의 지질은 석회규산염암류로 용전천 하안을 따라 약 170 m 노출되어 있다. 이곳에서는 아래 사진과 같이 습곡을 비롯해 암맥(Dyke)과 단층 구조를 관찰할 수 있다. 송강리 습곡구조에서는 아래 사진과 같이 습곡으로 인해 암석의 줄무늬가 휘어 있고 특정 층준이 상대적으로 파여 있는데 이는 침식 차이에 기인한 것으로서 석회암이 포함된 부분이 물에 더 많이 녹아 독특한 모양을 만들었다. 습곡으로는 등사습곡, 날개부가 없이 축부만 고립되어 나타나는 층간습곡, Z자형 비대칭습곡 등이 있다. 암맥은 관입시기를 서로 달리하는 3종류의 산성암맥이 인지된다. 단층은 습곡을 절단한 1회의 단층 작용과 이에 수반된 단층경면이 관찰된다. 이들은 적어도 다섯 번의 변형단계를 걸쳐 형성된 것으로 추정된다.

## 사진
청송 유네스코 세계지질공원 송강리 습곡구조
- 습곡구조가 드러난 노두로 이어지는 용전천의 연장 120 m의 징검다리. 노란색 사각형 안이 습곡 구조가 드러난 석회규산염암 노두이다.
북위 36° 29′ 05.6″ 동경 129° 01′ 25.1″ / 북위 36.484889°  동경 129.023639°
- 석회규산염암을 관입한 암맥
북위 36° 29′ 05.9″ 동경 129° 01′ 20.2″ / 북위 36.484972°  동경 129.022278°
- 석회규산염암을 관입한 암맥
북위 36° 29′ 05.8″ 동경 129° 01′ 19.9″ / 북위 36.484944°  동경 129.022194°
- 석회규산염암을 관입한 암맥
북위 36° 29′ 06.1″ 동경 129° 01′ 20.1″ / 북위 36.485028°  동경 129.022250°
- 석회규산염암을 관입한 암맥
북위 36° 29′ 06.1″ 동경 129° 01′ 20.1″ / 북위 36.485028°  동경 129.022250°
- 석회규산염암을 관입한 암맥
북위 36° 29′ 06.1″ 동경 129° 01′ 20.1″ / 북위 36.485028°  동경 129.022250°
- 석회규산염암을 관입한 암맥
북위 36° 29′ 06.1″ 동경 129° 01′ 20.1″ / 북위 36.485028°  동경 129.022250°
- 습곡 구조
북위 36° 29′ 06.1″ 동경 129° 01′ 20.1″ / 북위 36.485028°  동경 129.022250°
- 엽리
북위 36° 29′ 07.2″ 동경 129° 01′ 20.3″ / 북위 36.485333°  동경 129.022306°
- 엽리
북위 36° 29′ 07.1″ 동경 129° 01′ 20.4″ / 북위 36.485306°  동경 129.022333°
- 북위 36° 29′ 07.1″ 동경 129° 01′ 20.2″ / 북위 36.485306°  동경 129.022278°
- 북위 36° 29′ 07.1″ 동경 129° 01′ 20.2″ / 북위 36.485306°  동경 129.022278°
- 북위 36° 29′ 07.0″ 동경 129° 01′ 20.2″ / 북위 36.485278°  동경 129.022278°
- 습곡
북위 36° 29′ 06.9″ 동경 129° 01′ 20.3″ / 북위 36.485250°  동경 129.022306°
- 습곡
북위 36° 29′ 06.7″ 동경 129° 01′ 20.1″ / 북위 36.485194°  동경 129.022250°
- 습곡
북위 36° 29′ 06.8″ 동경 129° 01′ 20.1″ / 북위 36.485222°  동경 129.022250°
- 습곡
북위 36° 29′ 06.0″ 동경 129° 01′ 20.1″ / 북위 36.485000°  동경 129.022250°

## 같이 보기
- 청송 유네스코 세계지질공원
- 습곡과 단층
- 암맥
- 청송군